# Lord-lieutenant de Bristol
Ceci est une liste de personnes qui ont servi lord-lieutenants du comté et de la ville de Bristol.
La position du lord-lieutenant de Bristol a existé pendant des centaines d'années. Il était généralement détenu par le lord-lieutenant du Gloucestershire Sauf pour une période de 1660 à 1672, Lorsqu'elle était détenue par le lord-lieutenant du Somerset. Le 31 mars 1974, le poste a été remplacé par celui de lord-lieutenant de l'Avon, Mais a été rétabli le 1er avril 1996 comme une lord-lieutenance distincte.

## Lord-lieutenants de Bristol à 1974
- voir Lord-lieutenant du Gloucestershire Avant la Restauration anglaise
- Henry Somerset, lord Herbert 30 juillet 1660 – 22 décembre 1660
- James Butler, 1er duc d'Ormonde 22 décembre 1660 – 22 août 1672
- Henry Somerset, 1er duc de Beaufort 22 août 1672 – 22 mars 1689
- voir lord-lieutenant du Gloucestershire à 1974

## Lord-lieutenants de Bristol depuis 1996
- Sir Jay Tidmarsh (en) 1er avril 1996 – 2007[1]
- Mary Prior 17 septembre 2007 – 22 avril 2017[2]
- Peaches Golding 23 avril 2017-présent [3]